# Nikolái Zhukovski
Nikolái Yegórovich Zhukovski, (Николай Егорович Жуковский transliteración del cirílico ruso; también escrito como Joukovsky o Joukowsky) (5 de enerojul./ 17 de enero de 1847greg.–17 de marzo de 1921) fue un Ingeniero mecánico ruso, nacido en la localidad de Oréjovo, en el óblast de Vladímir. Fue uno de los precursores de la aerodinámica e hidrodinámica moderna, siendo apodado por Lenin como "el padre de la aviación soviética". Entre sus otros trabajos destacan también sus estudios acerca del denominado como golpe de ariete o pulso de Zhukovski.

## Biografía
En 1868 se graduó en la Universidad de Moscú y desde 1872 fue profesor en la Escuela Técnica Imperial. En 1904 creó el primer instituto de aerodinámica del mundo, en Káchino, cerca de Moscú y desde 1918 estuvo al frente del TsAGI, (Instituto Central de Aerohidrodinámica).
Sus primeros estudios se centraron en el efecto Magnus provocado por los cilindros en rotación. En 1902, construyó el primer túnel de viento. En 1904 fundó cerca de Moscú el primer instituto de investigación aerodinámica de Europa, que en diciembre de 1918 se convertiría en el famoso TsAGI por decreto del gobierno soviético. Zhukovski, que había preparado el documento fundacional, fue nombrado su primer director.
Publicó numerosos resultados de sus investigaciones sobre diversos temas (aerodinámica, aeronáutica, hidráulica, mecánica, matemáticas, astronomía). Sus perfiles para planos de sustentación se cuentan entre sus trabajos más célebres.

## Reconocimientos
- En 1920, en ocasión del 50 aniversario de sus actividades, el gobierno crea el Premio Stalin concedido anualmente a fin de recompensar los mejores trabajos relativos a las matemáticas y a la mecánica.
- Para conmemorar el centenario de su nacimiento, se crearon dos medallas con su efigie para premiar los mejores trabajos en el campo de la aeronáutica.
- Igualmente existen becas de estudio con su nombre.[1]
- Existe además un Museo Zhukovski en la ciudad del mismo nombre cercana a Moscú y bautizada así en su honor.
- El cráter lunar Zhukovskiy lleva este nombre en su memoria.[2]

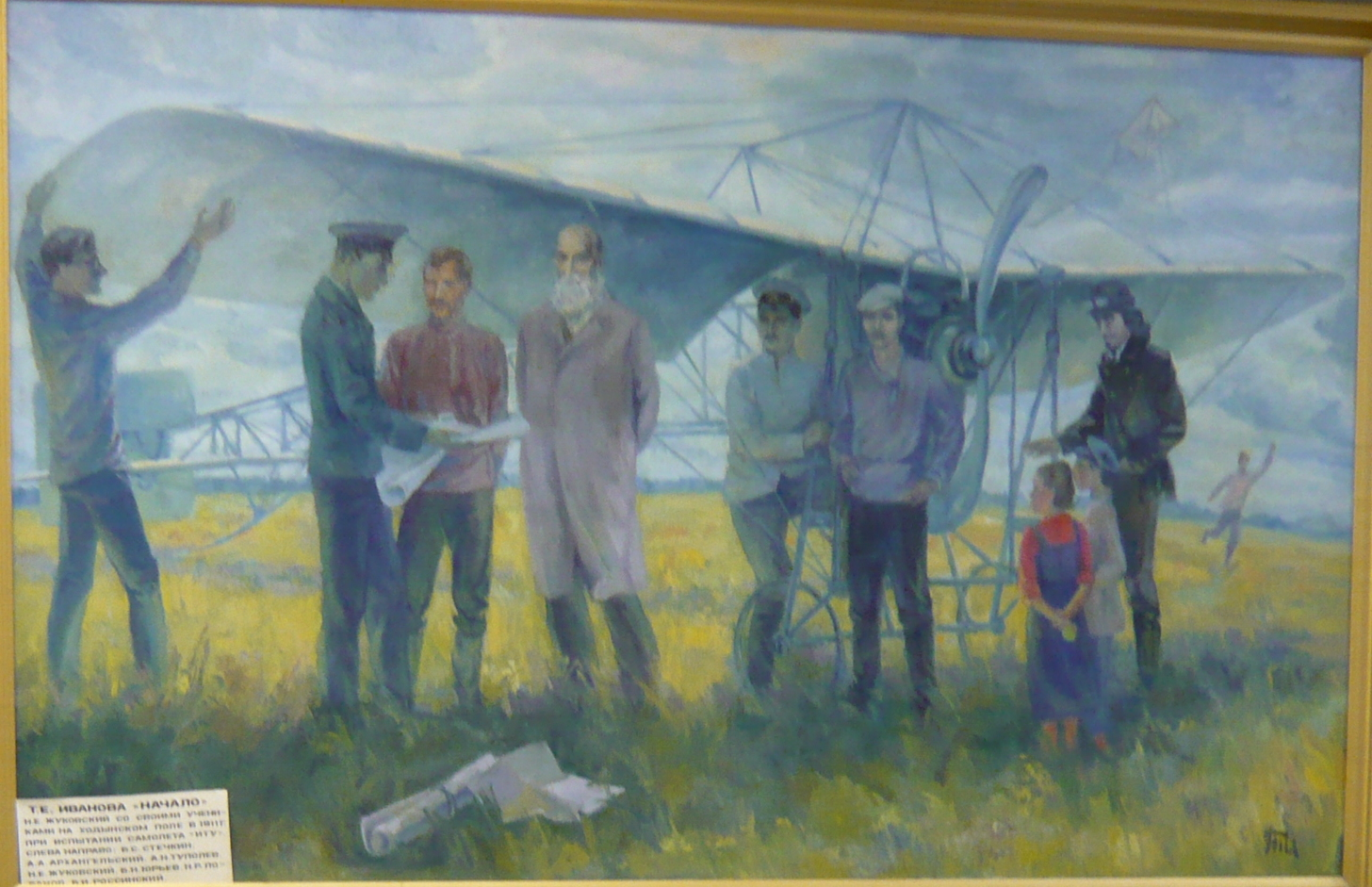
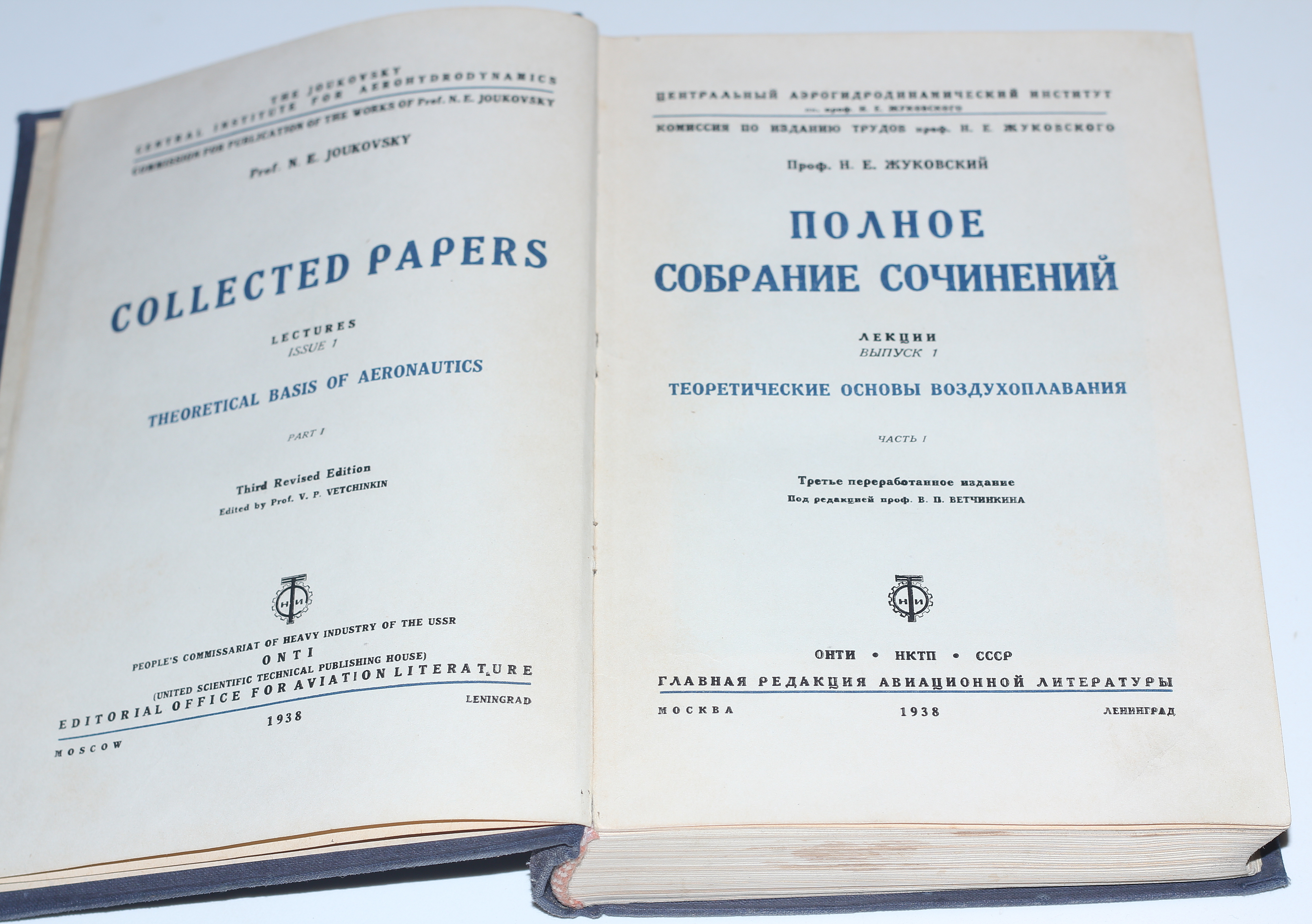